# 嘉義市 (1945年-1950年)
嘉義市（ジアーイー/かぎ-し）は、かつて中華民国台湾省に存在した省轄市。

## 沿革
1945年（昭和20年/民国34年）10月25日、日本の敗戦に伴って台湾は中華民国国民政府に接収（台湾光復）され、台湾省が設置された。同年12月1日に台湾省の省轄市として嘉義市が設置され、東門・西門・北門・南門・八奨・竹囲・北鎮・東山の8区が設置された。
1946年（民国35年）7月、行政区の統廃合及び隣接する台南県水上郷・太保郷の編入を行い、新東・新西・新南・新北・水上・太保の6区となった。
1950年（民国39年）10月25日、「台湾省地方自治実施綱要」に基づき、台湾省全体で行政区画の大規模な改編が行われた。嘉義市は廃止されて新東鎮・新西鎮・新南鎮・新北鎮・水上郷・太保郷に再編され、台南県から分離して新たに設置された嘉義県に編入された。1951年（民国40年）に新東・新西・新南・新北の4鎮が合併し、嘉義県の県轄市としての嘉義市が成立した。

## 歴代市長
| 代   | 氏名   | 就任           | 退任           |
| ---- | ------ | -------------- | -------------- |
| 代理 | 陸公任 | 1945年11月19日 | 1945年12月1日  |
| 1    | 陳東生 | 1945年12月1日  | 1946年12月12日 |
| 2    | 孫志俊 | 1946年12月12日 | 1947年7月2日   |
| 3    | 宓汝卓 | 1947年7月2日   | 1948年7月      |
| 4    | 林伏濤 | 1948年7月      | 1949年6月      |
| 5    | 謝掙強 | 1949年6月      | 1950年3月18日  |
| 代理 | 顧鴻伝 | 1950年3月18日  | 1950年9月      |
| 6    | 羅仲若 | 1950年9月      | 1950年10月25日 |